# Agathia carissima
Agathia carissima är en fjärilsart som beskrevs av Butler 1878. Agathia carissima ingår i släktet Agathia och familjen mätare. Inga underarter finns listade i Catalogue of Life.